# Parque nacional de Kaboré Tambi
El Parque nacional de Kaboré Tambi (en francés: Parc national de Kaboré Tambi) es un espacio protegido en el país africano de Burkina Faso. Se encuentra entre Uagadugú y la frontera con Ghana y sigue el curso del río Nazinon. Fue establecido en 1976 como Parque Nacional del Po, pero fue renombrado en honor de un guardabosques del parque que fue asesinado por cazadores furtivos en 1991.